# Грыу, Георге Иванович
Гео́рге Ива́нович Гры́у (молд. и рум. Gheorghe Grâu; род. 17 сентября 1961) — молдавский актёр театра и кино. Отец российской актрисы Лянки Грыу.
После пятнадцатилетнего перерыва актёр вернулся на сцену.

## Фильмография
- 1982 — Всё могло быть иначе (Ar fi avut o altă soartă)
- 1986 — Одинокий автобус под дождём (Autobuz singuratic sub ploaie)
- 1986 — Таинственный узник (Prizonierul misterios)
- 1988 — Коршуны добычей не делятся (Corbii prada n-o împart)
- 1990 — Кодры (Codrii)
- 2012 — В космосе (În cosmos)
- 2013 — Коллекция ароматов (Colecția de arome)
- 2015 — С нуля (De la zero)

В скобках дано оригинальное название фильма на румынском.

## Награды
- 1983 год — кинопремии «За лучший дебют» и «За лучшую мужскую роль» в фильме «Всё могло быть иначе» на IV-м Республиканском кинофестивале в Кишинёве